# Числов, Максим Игоревич
Максим Игоревич Чиcлов (род. 26 января 1993, Самара, Россия) — российский профессиональный баскетболист, играющий на позиции атакующего защитника.

## Карьера
Чиcлов воспитанник самарского баскетбола, первый тренер — Анатолий Михайловский. С 2009 года находился в структуре баскетбольного клуба «Химки» став чемпионом Единой молодёжной лиги ВТБ.
1 апреля 2014 года Числов провёл свой первый и единственный матч за «Химки» на профессиональном уровне. В игре против «Азовмаша» (94:76) Максим провёл на площадке 3 минуты 52 секунды, но результативными действиями не отметился.
В сезоне 2015/2016 играл за «Химки-Подмосковье» и принял участие в 23 матчах Суперлиги-1 и Кубка России. За 23 минуты Максим набирал 9,7 очка, 3,3 подбора и 1,5 передачи.
В июне 2016 Числов года стал игроком «Самары». Проведя за 3 сезона более 100 матчей в составе команды, Максим становился чемпионом и бронзовым призёром Суперлиги-1.
Летом 2019 года Числов перешёл в «Купол-Родники».

## Достижения
- Чемпион Суперлиги-1 дивизион: 2018/2019
- Серебряный призёр Суперлиги-1 дивизион: 2017/2018
- Серебряный призёр Высшей лиги: 2023/2024
- Чемпион Единой молодёжной лиги ВТБ: 2013/2014
- Бронзовый призёр Единой молодёжной лиги ВТБ: 2014/2015